# Kooperationslösung
Der Begriff Kooperationslösung im Rahmen der Spieltheorie beschreibt Lösungen für Gruppen in wiederholten Spielen, die auf Zusammenarbeit basieren. Das Gegenteil einer Kooperation ist die Nicht-Kooperation.
Ein grundlegendes Problem der Entstehung von Kooperationen ist in der Existenz der Konkurrenz zu sehen. Denn eine Kooperation ist nur schwer zu erreichen, wenn alle Beteiligten darum konkurrieren, die für sich besten Konditionen bzw. größten Nutzen zu erhalten.
Kooperatives Verhalten kann durch verschiedene Faktoren beeinflusst und gefördert werden. Als weitere Stichworte im Sinne von Kooperationslösungen auf spieltheoretischer Basis sind daher zu nennen:
- wiederholtes Gefangenendilemma
- Strafe (Spieltheorie)
- Dominante Strategie
- Tit for Tat
- Opportunistisches Verhalten

Bei einem wiederholten Gefangenendilemma ist es möglich, dass die Entscheidungen des Gegners in den vorherigen Runden mit in die Entscheidung, ob in der jeweils nächsten Runde ebenfalls kooperiert wird, einbezogen werden. Des Weiteren steckt in der Regel hinter jedem guten Plan, der die Kooperation fördert, ein Mechanismus, der Schummler bestraft. Im Rahmen der Strafe gibt es verschiedene Methoden, den Spieler so zu beeinflussen, dass er das Schummeln von selbst unterlässt. In diesem Sinn dient die Strafe zur Förderung der Kooperation.
Die dominante Strategie stellt ein Vorgehen dar, das im Normalfall unabhängig davon, was die Gegenspieler tun, das mit dem höchsten Nutzen ist. Bei sequenziellen Spielen besteht die Möglichkeit unter Anwendung einer Kooperation ein Nash-Gleichgewicht herzustellen. Ein Nash-Gleichgewicht ist ein Strategieprofil, wenn die darin enthaltene Strategie jedes einzelnen Spielers jeweils eine beste Antwort auf die enthaltenen Strategien der restlichen Spieler ist. Aber auch schon eine einfache Regel kann die Anforderungen der Abschreckung durch Bestrafung gut erfüllen: Tit for tat. Bei dieser Strategie wird zunächst kooperiert und danach das Verhalten des Gegners aus der vorherigen Runde imitiert. Verhält sich ein Spieler jedoch bewusst nicht-kooperativ, um den für sich höchsten Nutzen zu generieren, dann kann man von opportunistischem Verhalten sprechen.

## Belege
1. ↑  Vgl. Avinash K. Dixit, Barry J. Nalebuff: Spieltheorie für Einsteiger. Strategisches Know-how für Gewinner, S. 91
2. 1 2  Vgl. Thomas Riechmann: Spieltheorie, S. 34
3. ↑  Avinash K. Dixit, Barry J. Nalebuff: Spieltheorie für Einsteiger, S. 97–101